# Listă de monede după țară

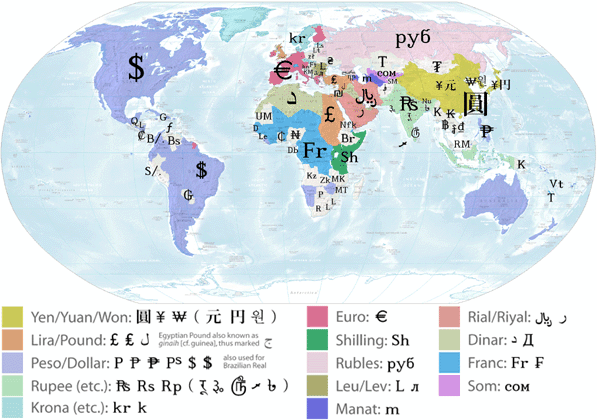
Harta simbolurilor valutare ale lumii
(reprezentare artistică).

## Monede actuale
Această listă de monede după țară cuprinde toate cele 183 monede naționale actuale, după țară. Include toate monedele țărilor independente, parțial recunoscute și nerecunoscute și teritoriilor dependente.
| Stat sau teritoriu                                        | Monedă                      | Simbol sau abr. | Cod ISO | Unit. fracționară | Raport monedă/ unit. fracționară |
| --------------------------------------------------------- | --------------------------- | --------------- | ------- | ----------------- | -------------------------------- |
| Abhazia                                                   | apsar                       | —               | —       | —                 | —                                |
| Abhazia                                                   | rublă rusă                  | ₽               | RUB     | copeică           | 100                              |
| Afganistan                                                | afgani                      | ؋               | AFN     | pul               | 100                              |
| Africa de Sud                                             | rand                        | R               | ZAR     | cent              | 100                              |
| Akrotiri și Dhekelia (Regatul Unit)                       | euro                        | €               | EUR     | cent              | 100                              |
| Albania                                                   | lek                         | L               | ALL     | qindarkë          | 100                              |
| Alderney (Regatul Unit)                                   | liră de Alderney            | £               | —       | penny             | 100                              |
| Alderney (Regatul Unit)                                   | liră sterlină               | £               | GBP     | penny             | 100                              |
| Algeria                                                   | dinar algerian              | دج              | DZD     | centimă           | 100                              |
| Andorra                                                   | euro                        | €               | EUR     | cent              | 100                              |
| Angola                                                    | kwanza                      | Kz              | AOA     | cêntimo           | 100                              |
| Anguilla (Regatul Unit)                                   | dolar est-caraibian         | $               | XCD     | cent              | 100                              |
| Antigua și Barbuda                                        | dolar est-caraibian         | $               | XCD     | cent              | 100                              |
| Arabia Saudită                                            | rial saudit                 | ر.س             | SAR     | halalah           | 100                              |
| Argentina                                                 | peso argentinian            | $               | ARS     | centavo           | 100                              |
| Armenia                                                   | dram                        | ֏               | AMD     | luma              | 100                              |
| Arțah                                                     | dram de Arțah               | դր.             | —       | luma              | 100                              |
| Arțah                                                     | dram                        | ֏               | AMD     | luma              | 100                              |
| Aruba (Țările de Jos)                                     | florin                      | ƒ               | AWG     | cent              | 100                              |
| Australia                                                 | dolar australian            | $               | AUD     | cent              | 100                              |
| Austria                                                   | euro                        | €               | EUR     | cent              | 100                              |
| Azerbaidjan                                               | manat azer                  | ₼               | AZN     | qəpik             | 100                              |
| Bahamas                                                   | dolar bahamian              | $               | BSD     | cent              | 100                              |
| Bahrain                                                   | dinar de Bahrain            | .د.ب            | BHD     | fils              | 1000                             |
| Bangladesh                                                | taka                        | ৳               | BDT     | poysha            | 100                              |
| Barbados                                                  | dolar barbadian             | $               | BBD     | cent              | 100                              |
| Belarus                                                   | rublă bielorusă             | Br              | BYN     | copeică           | 100                              |
| Belgia                                                    | euro                        | €               | EUR     | cent              | 100                              |
| Belize                                                    | dolar belizian              | $               | BZD     | cent              | 100                              |
| Benin                                                     | franc CFA vest-african      | Fr              | XOF     | centimă           | 100                              |
| Bhutan                                                    | ngultrum                    | Nu.             | BTN     | chhertum          | 100                              |
| Bhutan                                                    | rupie indiană               | ₹               | INR     | paisa             | 100                              |
| Bolivia                                                   | boliviano                   | Bs              | BOB     | centavo           | 100                              |
| Bonaire (Țările de Jos)                                   | dolar american              | $               | USD     | cent              | 100                              |
| Bosnia și Herțegovina                                     | marcă convertibilă          | KM              | BAM     | fening            | 100                              |
| Botswana                                                  | pula                        | P               | BWP     | thebe             | 100                              |
| Brazilia                                                  | real                        | R$              | BRL     | centavo           | 100                              |
| Brunei                                                    | dolar de Brunei             | $               | BND     | sen               | 100                              |
| Brunei                                                    | dolar de Singapore          | S$              | SGD     | cent              | 100                              |
| Bulgaria                                                  | leva                        | лв.             | BGN     | stotinka          | 100                              |
| Burkina Faso                                              | franc CFA vest-african      | Fr              | XOF     | centimă           | 100                              |
| Burundi                                                   | franc burundez              | FBu             | BIF     | centimă           | 100                              |
| Cabo Verde                                                | escudo                      | $               | CVE     | centavo           | 100                              |
| Cambodgia                                                 | riel                        | ៛               | KHR     | sen               | 100                              |
| Camerun                                                   | franc CFA central-african   | Fr              | XAF     | centimă           | 100                              |
| Canada                                                    | dolar canadian              | $               | CAD     | cent              | 100                              |
| Cehia                                                     | koruna                      | Kč              | CZK     | haléř             | 100                              |
| Chile                                                     | peso chilian                | $               | CLP     | centavo           | 100                              |
| China                                                     | yuan                        | ¥               | RMB     | fen               | 100                              |
| Ciad                                                      | franc CFA central-african   | Fr              | XAF     | centimă           | 100                              |
| Cipru                                                     | euro                        | €               | EUR     | cent              | 100                              |
| Ciprul de Nord                                            | liră turcească              | ₺               | TRY     | kuruș             | 100                              |
| Coasta de Fildeș                                          | franc CFA vest-african      | Fr              | XOF     | centimă           | 100                              |
| Columbia                                                  | peso columbian              | $               | COP     | centavo           | 100                              |
| Comore                                                    | franc comorian              | CF              | KMF     | centimă           | 100                              |
| Coreea de Nord                                            | won nord-coreean            | ₩               | KPW     | chon              | 100                              |
| Coreea de Sud                                             | won sud-coreean             | ₩               | KRW     | jeon              | 100                              |
| Costa Rica                                                | colón                       | ₡               | CRC     | céntimo           | 100                              |
| Croația                                                   | kuna                        | kn              | HRK     | lipa              | 100                              |
| Cuba                                                      | peso cubanez                | $               | CUP     | centavo           | 100                              |
| Cuba                                                      | peso convertibil            | $               | CUC     | centavo           | 100                              |
| Curaçao (Țările de Jos)                                   | gulden                      | ƒ               | ANG     | cent              | 100                              |
| Danemarca                                                 | krone                       | kr.             | DKK     | øre               | 100                              |
| Djibouti                                                  | franc djiboutian            | Fdj             | DJF     | centimă           | 100                              |
| Dominica                                                  | dolar est-caraibian         | $               | XCD     | cent              | 100                              |
| Ecuador                                                   | dolar american              | $               | USD     | cent              | 100                              |
| Ecuador                                                   | —                           | —               | —       | centavo           | —                                |
| Egipt                                                     | liră egipteană              | ج.م             | EGP     | piastru           | 100                              |
| El Salvador                                               | dolar american              | $               | USD     | cent              | 100                              |
| Elveția                                                   | franc elvețian              | fr.             | CHF     | centimă           | 100                              |
| Emiratele Arabe Unite                                     | dirham EAU                  | د.إ             | AED     | fils              | 100                              |
| Eritreea                                                  | nakfa                       | Nkf             | ERN     | cent              | 100                              |
| Estonia                                                   | euro                        | €               | EUR     | cent              | 100                              |
| Eswatini                                                  | lilangeni                   | L               | SZL     | cent              | 100                              |
| Eswatini                                                  | rand                        | R               | ZAR     | cent              | 100                              |
| Etiopia                                                   | birr                        | Br              | ETB     | santim            | 100                              |
| Fiji                                                      | dolar fijian                | FJ$             | FJD     | cent              | 100                              |
| Filipine                                                  | peso filipinez              | ₱               | PHP     | sentimo           | 100                              |
| Finlanda                                                  | euro                        | €               | EUR     | cent              | 100                              |
| Franța                                                    | euro                        | €               | EUR     | cent              | 100                              |
| Gabon                                                     | franc CFA central-african   | Fr              | XAF     | centimă           | 100                              |
| Gambia                                                    | dalasi                      | D               | GMD     | butut             | 100                              |
| Georgia                                                   | lari                        | ₾               | GEL     | tetri             | 100                              |
| Georgia de Sud și Insulele Sandwich de Sud (Regatul Unit) | liră sterlină               | £               | GBP     | penny             | 100                              |
| Germania                                                  | euro                        | €               | EUR     | cent              | 100                              |
| Ghana                                                     | cedi                        | GH₵             | GHS     | pesewa            | 100                              |
| Gibraltar (Regatul Unit)                                  | liră de Gibraltar           | £               | GIP     | penny             | 100                              |
| Grecia                                                    | euro                        | €               | EUR     | cent              | 100                              |
| Grenada                                                   | dolar est-caraibian         | $               | XCD     | cent              | 100                              |
| Groenlanda (Danemarca)                                    | krone                       | kr.             | DKK     | øre               | 100                              |
| Guadelupa (Franța)                                        | euro                        | €               | EUR     | cent              | 100                              |
| Guam (Statele Unite)                                      | dolar american              | $               | USD     | cent              | 100                              |
| Guatemala                                                 | quetzal                     | Q               | GTQ     | centavo           | 100                              |
| Guernsey (Regatul Unit)                                   | liră de Guernsey            | £               | GGP     | penny             | 100                              |
| Guernsey (Regatul Unit)                                   | liră sterlină               | £               | GBP     | penny             | 100                              |
| Guiana Franceză (Franța)                                  | euro                        | €               | EUR     | cent              | 100                              |
| Guineea                                                   | franc guineean              | FG              | GNF     | centimă           | 100                              |
| Guineea-Bissau                                            | franc CFA vest-african      | Fr              | XOF     | centimă           | 100                              |
| Guineea Ecuatorială                                       | franc CFA central-african   | Fr              | XAF     | centimă           | 100                              |
| Guyana                                                    | dolar guyanez               | $               | GYD     | cent              | 100                              |
| Haiti                                                     | gourde                      | G               | HTG     | centimă           | 100                              |
| Honduras                                                  | lempira                     | L               | HNL     | centavo           | 100                              |
| Hong Kong (China)                                         | dolar de Hong Kong          | HK$             | HKD     | cent              | 100                              |
| India                                                     | rupie indiană               | ₹               | INR     | paisa             | 100                              |
| Indonezia                                                 | rupie indoneziană           | Rp              | IDR     | sen               | 100                              |
| Insula Ascension (Regatul Unit)                           | liră de Sfânta Elena        | £               | SHP     | penny             | 100                              |
| Insula Crăciunului (Australia)                            | dolar australian            | $               | AUD     | cent              | 100                              |
| Insula Man (Regatul Unit)                                 | liră manxeză                | £               | IMP     | penny             | 100                              |
| Insula Man (Regatul Unit)                                 | liră sterlină               | £               | GBP     | penny             | 100                              |
| Insula Norfolk (Australia)                                | dolar australian            | $               | AUD     | cent              | 100                              |
| Insula Wake (Statele Unite)                               | dolar american              | $               | USD     | cent              | 100                              |
| Insulele Åland (Finlanda)                                 | euro                        | €               | EUR     | cent              | 100                              |
| Insulele Bermude (Regatul Unit)                           | dolar bermudian             | $               | BMD     | cent              | 100                              |
| Insulele Cayman (Regatul Unit)                            | dolar de Insulele Cayman    | $               | KYD     | cent              | 100                              |
| Insulele Chatham (Noua Zeelandă)                          | dolar neozeelandez          | $               | NZD     | cent              | 100                              |
| Insulele Cocos (Australia)                                | dolar australian            | $               | AUD     | cent              | 100                              |
| Insulele Cook (Noua Zeelandă)                             | dolar de Insulele Cook      | $               | CKD     | cent              | 100                              |
| Insulele Cook (Noua Zeelandă)                             | dolar neozeelandez          | $               | NZD     | cent              | 100                              |
| Insulele Falkland (Regatul Unit)                          | liră de Insulele Falkland   | £               | FKP     | penny             | 100                              |
| Insulele Feroe (Danemarca)                                | krone                       | kr              | DKK     | øre               | 100                              |
| Insulele Feroe (Danemarca)                                | króna                       | kr              | FOK     | oyra              | 100                              |
| Insulele Mariane de Nord (Statele Unite)                  | dolar american              | $               | USD     | cent              | 100                              |
| Insulele Marshall                                         | dolar american              | $               | USD     | cent              | 100                              |
| Insulele Pitcairn (Regatul Unit)                          | dolar neozeelandez          | $               | NZD     | cent              | 100                              |
| Insulele Solomon                                          | dolar de Insulele Solomon   | $               | SBD     | cent              | 100                              |
| Insulele Turks și Caicos (Regatul Unit)                   | dolar american              | $               | USD     | cent              | 100                              |
| Insulele Virgine Americane (Statele Unite)                | dolar american              | $               | USD     | cent              | 100                              |
| Insulele Virgine Britanice (Regatul Unit)                 | dolar american              | $               | USD     | cent              | 100                              |
| Iordania                                                  | dinar iordanian             | د.أ             | JOD     | piastru           | 100                              |
| Irak                                                      | dinar irakian               | د.ع             | IQD     | fils              | 1000                             |
| Iran                                                      | rial iranian                | ﷼               | IRR     | dinar             | 100                              |
| Irlanda                                                   | euro                        | €               | EUR     | cent              | 100                              |
| Islanda                                                   | króna                       | kr              | ISK     | eyrir             | 100                              |
| Israel                                                    | shekel                      | ₪               | ILS     | agora             | 100                              |
| Italia                                                    | euro                        | €               | EUR     | cent              | 100                              |
| Jamaica                                                   | dolar jamaican              | $               | JMD     | cent              | 100                              |
| Japonia                                                   | yen                         | ¥               | JPY     | sen               | 100                              |
| Jersey (Regatul Unit)                                     | liră de Jersey              | £               | JEP     | penny             | 100                              |
| Jersey (Regatul Unit)                                     | liră sterlină               | £               | GBP     | penny             | 100                              |
| Kazahstan                                                 | tenge                       | ₸               | KZT     | tiyin             | 100                              |
| Kenya                                                     | șiling kenyan               | KSh             | KES     | cent              | 100                              |
| Kirghizstan                                               | som                         | С̲               | KGS     | tiyin             | 100                              |
| Kiribati                                                  | dolar de Kiribati           | $               | KID     | cent              | 100                              |
| Kiribati                                                  | dolar australian            | $               | AUD     | cent              | 100                              |
| Kosovo                                                    | euro                        | €               | EUR     | cent              | 100                              |
| Kuwait                                                    | dinar kuwaitian             | د.ك             | KWD     | fils              | 1000                             |
| Laos                                                      | kip                         | ₭               | LAK     | att               | 100                              |
| Lesotho                                                   | loti                        | L               | LSL     | sente             | 100                              |
| Lesotho                                                   | rand                        | R               | ZAR     | cent              | 100                              |
| Letonia                                                   | euro                        | €               | EUR     | cent              | 100                              |
| Liban                                                     | liră libaneză               | ل.ل.            | LBP     | piastru           | 100                              |
| Liberia                                                   | dolar liberian              | L$              | LRD     | cent              | 100                              |
| Libia                                                     | dinar libian                | ل.د             | LYD     | dirham            | 1000                             |
| Liechtenstein                                             | franc elvețian              | fr.             | CHF     | centimă           | 100                              |
| Lituania                                                  | euro                        | €               | EUR     | cent              | 100                              |
| Luxemburg                                                 | euro                        | €               | EUR     | cent              | 100                              |
| Macao (China)                                             | pataca                      | MOP$            | MOP     | avo               | 100                              |
| Macedonia de Nord                                         | denar                       | den             | MKD     | deni              | 100                              |
| Madagascar                                                | ariary                      | Ar              | MGA     | iraimbilanja      | 5                                |
| Malawi                                                    | kwacha malawian             | K               | MWK     | tambala           | 100                              |
| Malaysia                                                  | ringgit                     | RM              | MYR     | sen               | 100                              |
| Maldive                                                   | rufiyaa                     | .ރ              | MVR     | laari             | 100                              |
| Mali                                                      | franc CFA vest-african      | Fr              | XOF     | centimă           | 100                              |
| Malta                                                     | euro                        | €               | EUR     | cent              | 100                              |
| Maroc                                                     | dirham marocan              | DH              | MAD     | centimă           | 100                              |
| Martinica (Franța)                                        | euro                        | €               | EUR     | cent              | 100                              |
| Mauritania                                                | ouguiya                     | UM              | MRU     | khoums            | 5                                |
| Mauritius                                                 | rupie mauritiană            | Rs              | MUR     | cent              | 100                              |
| Mayotte (Franța)                                          | euro                        | €               | EUR     | cent              | 100                              |
| Mexic                                                     | peso mexican                | $               | MXN     | centavo           | 100                              |
| Micronezia                                                | dolar american              | $               | USD     | cent              | 100                              |
| Monaco                                                    | euro                        | €               | EUR     | cent              | 100                              |
| Mongolia                                                  | tögrög                      | ₮               | MNT     | möngö             | 100                              |
| Montserrat (Regatul Unit)                                 | dolar est-caraibian         | $               | XCD     | cent              | 100                              |
| Mozambic                                                  | metical                     | MT              | MZN     | centavo           | 100                              |
| Myanmar                                                   | kyat                        | K               | MMK     | pya               | 100                              |
| Muntenegru                                                | euro                        | €               | EUR     | cent              | 100                              |
| Namibia                                                   | dolar namibian              | N$              | NAD     | cent              | 100                              |
| Namibia                                                   | rand                        | R               | ZAR     | cent              | 100                              |
| Nauru                                                     | dolar australian            | $               | AUD     | cent              | 100                              |
| Nepal                                                     | rupie nepaleză              | रू               | NPR     | paisa             | 100                              |
| Nicaragua                                                 | córdoba                     | C$              | NIO     | centavo           | 100                              |
| Niger                                                     | franc CFA vest-african      | Fr              | XOF     | centimă           | 100                              |
| Nigeria                                                   | naira                       | ₦               | NGN     | kobo              | 100                              |
| Niue (Noua Zeelandă)                                      | dolar neozeelandez          | $               | NZD     | cent              | 100                              |
| Niue (Noua Zeelandă)                                      | dolar de Niue               | $               | —       | cent              | 100                              |
| Norvegia                                                  | krone                       | kr              | NOK     | øre               | 100                              |
| Noua Caledonie (Franța)                                   | franc CFP                   | ₣               | XPF     | centimă           | 100                              |
| Noua Zeelandă                                             | dolar neozeelandez          | $               | NZD     | cent              | 100                              |
| Oman                                                      | rial omanez                 | ر.ع.            | OMR     | baisa             | 1000                             |
| Osetia de Sud                                             | rublă rusă                  | ₽               | RUB     | copeică           | 100                              |
| Pakistan                                                  | rupie pakistaneză           | Rs              | PKR     | paisa             | 100                              |
| Palau                                                     | dolar american              | $               | USD     | cent              | 100                              |
| Palestina                                                 | shekel                      | ₪               | ILS     | agora             | 100                              |
| Palestina                                                 | dinar iordanian             | د.أ             | JOD     | piastru           | 100                              |
| Panama                                                    | balboa                      | B/.             | PAB     | centésimo         | 100                              |
| Panama                                                    | dolar american              | $               | USD     | cent              | 100                              |
| Papua Noua Guinee                                         | kina                        | K               | PGK     | toea              | 100                              |
| Paraguay                                                  | guaraní                     | ₲               | PYG     | céntimo           | 100                              |
| Peru                                                      | sol                         | S/              | PEN     | céntimo           | 100                              |
| Polinezia Franceză (Franța)                               | franc CFP                   | ₣               | XPF     | centimă           | 100                              |
| Polonia                                                   | zlot                        | zł              | PLN     | groș              | 100                              |
| Portugalia                                                | euro                        | €               | EUR     | cent              | 100                              |
| Puerto Rico (Statele Unite)                               | dolar american              | $               | USD     | cent              | 100                              |
| Qatar                                                     | rial qatarez                | ر.ق             | QAR     | dirham            | 100                              |
| Regatul Unit                                              | liră sterlină               | £               | GBP     | penny             | 100                              |
| Republica Centrafricană                                   | franc CFA central-african   | Fr              | XAF     | centimă           | 100                              |
| Republica Congo                                           | franc CFA central-african   | Fr              | XAF     | centimă           | 100                              |
| Republica Democrată Congo                                 | franc congolez              | FC              | CDF     | centimă           | 100                              |
| Republica Dominicană                                      | peso dominican              | $               | DOP     | centavo           | 100                              |
| Republica Moldova                                         | leu moldovenesc             | L               | MDL     | ban               | 100                              |
| Réunion (Franța)                                          | euro                        | €               | EUR     | cent              | 100                              |
| România                                                   | leu românesc                | L               | RON     | ban               | 100                              |
| Rusia                                                     | rublă rusă                  | ₽               | RUB     | copeică           | 100                              |
| Rwanda                                                    | franc rwandan               | FRw             | RWF     | centimă           | 100                              |
| Saba (Țările de Jos)                                      | dolar american              | $               | USD     | cent              | 100                              |
| Sahara Occidentală                                        | dinar algerian              | دج              | DZD     | centimă           | 100                              |
| Sahara Occidentală                                        | ouguiya                     | UM              | MRU     | khoums            | 5                                |
| Sahara Occidentală                                        | dirham marocan              | DH              | MAD     | centimă           | 100                              |
| Sahara Occidentală                                        | peseta                      | ₧               | —       | céntimo           | 100                              |
| Saint-Barthélemy (Franța)                                 | euro                        | €               | EUR     | cent              | 100                              |
| Saint-Martin (Franța)                                     | euro                        | €               | EUR     | cent              | 100                              |
| Saint-Pierre și Miquelon (Franța)                         | euro                        | €               | EUR     | cent              | 100                              |
| Samoa                                                     | tālā                        | WS$             | WST     | sene              | 100                              |
| Samoa Americană (Statele Unite)                           | dolar american              | $               | USD     | cent              | 100                              |
| San Marino                                                | euro                        | €               | EUR     | cent              | 100                              |
| São Tomé și Príncipe                                      | dobra                       | Db              | STD     | cêntimo           | 100                              |
| Senegal                                                   | franc CFA vest-african      | Fr              | XOF     | centimă           | 100                              |
| Serbia                                                    | dinar sârbesc               | din             | RSD     | para              | 100                              |
| Seychelles                                                | rupie seychelleză           | SR              | SCR     | cent              | 100                              |
| Sfânta Elena (Regatul Unit)                               | liră de Sfânta Elena        | £               | SHP     | penny             | 100                              |
| Sfânta Lucia                                              | dolar est-caraibian         | $               | XCD     | cent              | 100                              |
| Sfântul Cristofor și Nevis                                | dolar est-caraibian         | $               | XCD     | cent              | 100                              |
| Sfântul Vicențiu și Grenadinele                           | dolar est-caraibian         | $               | XCD     | cent              | 100                              |
| Sierra Leone                                              | leone                       | Le              | SLL     | cent              | 100                              |
| Singapore                                                 | dolar de Singapore          | S$              | SGD     | cent              | 100                              |
| Singapore                                                 | dolar de Brunei             | $               | BND     | sen               | 100                              |
| Sint Eustatius (Țările de Jos)                            | dolar american              | $               | USD     | cent              | 100                              |
| Sint Maarten (Țările de Jos)                              | gulden                      | ƒ               | ANG     | cent              | 100                              |
| Siria                                                     | liră siriană                | LS              | SYP     | piastru           | 100                              |
| Slovacia                                                  | euro                        | €               | EUR     | cent              | 100                              |
| Slovenia                                                  | euro                        | €               | EUR     | cent              | 100                              |
| Somalia                                                   | șiling somalez              | Sh.So.          | SOS     | senti             | 100                              |
| Somaliland                                                | șiling de Somaliland        | Sl.Sh.          | SLS     | cent              | 100                              |
| Spania                                                    | euro                        | €               | EUR     | cent              | 100                              |
| Sri Lanka                                                 | rupie srilankeză            | රු/ரூ             | LKR     | cent              | 100                              |
| Statele Unite                                             | dolar american              | $               | USD     | cent              | 100                              |
| Sudan                                                     | liră sudaneză               | ج.س             | SDG     | piastru           | 100                              |
| Sudanul de Sud                                            | liră sud-sudaneză           | SS£             | SSP     | piastru           | 100                              |
| Suedia                                                    | krona                       | kr              | SEK     | öre               | 100                              |
| Surinam                                                   | dolar surinamez             | $               | SRD     | cent              | 100                              |
| Svalbard (Norvegia)                                       | krone                       | kr              | NOK     | øre               | 100                              |
| Tadjikistan                                               | somoni                      | SM              | TJS     | diram             | 100                              |
| Taiwan                                                    | dolar taiwanez              | 圓              | TWD     | cent              | 100                              |
| Tanzania                                                  | șiling tanzanian            | TSh             | TZS     | senti             | 100                              |
| Teritoriul Britanic din Oceanul Indian (Regatul Unit)     | dolar american              | $               | USD     | cent              | 100                              |
| Thailanda                                                 | baht                        | ฿               | THB     | satang            | 100                              |
| Timorul de Est                                            | dolar american              | $               | USD     | cent              | 100                              |
| Timorul de Est                                            | —                           | —               | —       | centavo           | —                                |
| Togo                                                      | franc CFA vest-african      | Fr              | XOF     | centimă           | 100                              |
| Tokelau (Noua Zeelandă)                                   | dolar neozeelandez          | $               | NZD     | cent              | 100                              |
| Tonga                                                     | paʻanga                     | T$              | TOP     | seniti            | 100                              |
| Transnistria                                              | rublă transnistreană        | руб             | PRB     | copeică           | 100                              |
| Trinidad și Tobago                                        | dolar de Trinidad și Tobago | $               | TTD     | cent              | 100                              |
| Tristan da Cunha (Regatul Unit)                           | liră sterlină               | £               | GBP     | penny             | 100                              |
| Tunisia                                                   | dinar tunisian              | د.ت             | TND     | milim             | 1000                             |
| Turcia                                                    | liră turcească              | ₺               | TRY     | kuruș             | 100                              |
| Turkmenistan                                              | manat turkmen               | T               | TMT     | teňňe             | 100                              |
| Tuvalu                                                    | dolar tuvaluan              | $               | TVD     | cent              | 100                              |
| Tuvalu                                                    | dolar australian            | $               | AUD     | cent              | 100                              |
| Țările de Jos                                             | euro                        | €               | EUR     | cent              | 100                              |
| Ucraina                                                   | grivnă                      | ₴               | UAH     | copeică           | 100                              |
| Uganda                                                    | șiling ugandan              | USh             | UGX     | cent              | 100                              |
| Ungaria                                                   | forint                      | Ft              | HUF     | fillér            | 100                              |
| Uruguay                                                   | peso uruguayan              | $               | UYU     | centésimo         | 100                              |
| Uzbekistan                                                | soʻm                        | —               | UZS     | tiyin             | 100                              |
| Vanuatu                                                   | vatu                        | VT              | VUV     | —                 | —                                |
| Vatican                                                   | euro                        | €               | EUR     | cent              | 100                              |
| Venezuela                                                 | bolívar soberano            | Bs.S.           | VES     | céntimo           | 100                              |
| Vietnam                                                   | dong                        | ₫               | VND     | xu                | 100                              |
| Wallis și Futuna (Franța)                                 | franc CFP                   | ₣               | XPF     | centimă           | 100                              |
| Yemen                                                     | rial yemenit                | ر.ي             | YER     | fils              | 100                              |
| Zambia                                                    | kwacha zambian              | K               | ZMW     | ngwee             | 100                              |
| Zimbabwe                                                  | dolar RTGS                  | —               | —       | —                 | —                                |

## Monede care nu mai sunt în circulație
- Austria – șiling austriac (1925–1938 → reichsmark, 1945–1999 → euro)
- Belgia – franc belgian (1832–2002 → euro)
- Cipru – liră cipriotă (1879–2007 → euro)
- Croația – dinar croat (1991–1994 → kuna)
- Estonia – marcă estoniană (1918–1928 → kroon), kroon (1928–1940 → rublă sovietică, 1992–2011 → euro)
- Finlanda – markka (1860–2002 → euro)
- Franța – franc francez (1360–1641 → écu, 1795–2002 → euro)
- Georgia – abazi (secolul al XVII-lea–1833 → rublă rusă), maneti (1919–1923 → rublă transcaucaziană)
- Germania – marcă germană (1948–2002 → euro)
  - Republica Democrată Germană - marcă est-germană (1948-1 iulie 1990) → marcă germană (1 iulie 1990-31 decembrie 2001) → euro
- Grecia – drahmă (1832–2002 → euro)
- Irlanda – liră irlandeză (997–1826 → liră sterlină, 1928–2002 → euro)
- Israel – liră palestiniană (1948–1952 → liră israeliană), liră israeliană (1952–1980 → shekel)
- Italia – liră italiană (1861–2002 → euro)
- Japonia – mon (1336–1870 → yen)
- Letonia – rublis (1919–1922 → lats, 1992–1993 → lats), lats (1922–1940 → rublă sovietică, 1993–2014 → euro)
- Lituania – litas (1922–1941 → rublă sovietică, 1993–2015 → euro)
- Luxemburg – franc luxemburghez (1854–2002 → euro)
- Malta – liră malteză (1972–2008 → euro)
- Manciukuo -  tael → yuan de Manciukuo (iunie 1932 - august 1945) → rublă sovietică (1945 - 1946) → yuan renminbi
- Portugalia – real portughez (1380–1911 → escudo portughez), escudo portughez (1911–2002 → euro)
- Slovacia – koruna (1993–2009 → euro)
- Slovenia – tolar (1991–2007 → euro)
- Spania – real spaniol (secolul al XIV-lea–1868 →peseta spaniolă), peseta spaniolă (1868–2002 → euro)
- Țările de Jos – gulden olandez (1517–2002 → euro)
- Ucraina – karbovaneț (1917–1920 → rublă sovietică, 1942–1945 → rublă sovietică, 1992–1996 → grivnă)
- Ungaria – coroană ungară (1919-1927) → pengheu (1927–1946 → forint)